# Tengelic (madár)
A tengelic (Carduelis carduelis) a madarak osztályának verébalakúak (Passeriformes) rendjébe és a pintyfélék (Fringillidae) családjába tartozó faj.
Népi elnevezése: stiglic, ami a madár német nevéből ered (Stieglitz). Tápláléka félérett magvakból és bogyókból áll. A faj jelenleg nem veszélyeztetett. 
Korábban a tengelic a kitartás és a termékenység szimbóluma volt.
2017-re a tengelicet az Év madarának választották.

## Előfordulása
Egész Európában, Nyugat- és Közép-Ázsiában és Észak-Afrikában elterjedt.
A Kárpát-medencében rendszeres fészkelő. Parkokban, útszéli fasorokban, gyümölcsösökben találjuk meg. Észak-Amerikába házi madárként vitték be, de később elvadult. Ezen kívül betelepítették még a következő országokba: Zöld-foki-szigetek, Bermuda-szigetek, Uruguay (onnan később átterjedt Argentína és Brazília területére is), Ausztrália és Új-Zéland.

## Alfajai
- európai tengelic (Carduelis carduelis carduelis) – Európa nagy része és Skandinávia
- angol tengelic (Carduelis carduelis brittanica) – Brit-szigetek
- ibériai tengelic (Carduelis carduelis parva) – Spanyolország és Észak-Afrika
- korzikai tengelic (Carduelis carduelis tschusii) – Korzika, Szardínia és Szicília
- dél-európai tengelic (Carduelis carduelis balcanica) – Délkelet-Európa
- kaukázusi tengelic (Carduelis carduelis brevirostris) – Krím-félsziget és a Kaukázus északi része
- iráni tengelic (Carduelis carduelis loudoni) – Irán
- közel-keleti tengelic (Carduelis carduelis niediecki) – Délnyugat-Ázsia, Északkelet-Afrika
- szibériai tengelic (Carduelis carduelis major) – Nyugat-Szibéria
- közép-ázsiai tengelic (Carduelis carduelis caniceps) Közép-Ázsia
- himalájai tengelic (Carduelis carduelis paropanisi) – Afganisztán és a Himalája
- dél-szibériai tengelic (Carduelis carduelis subulata) – Szibéria középső és déli része

## Megjelenése

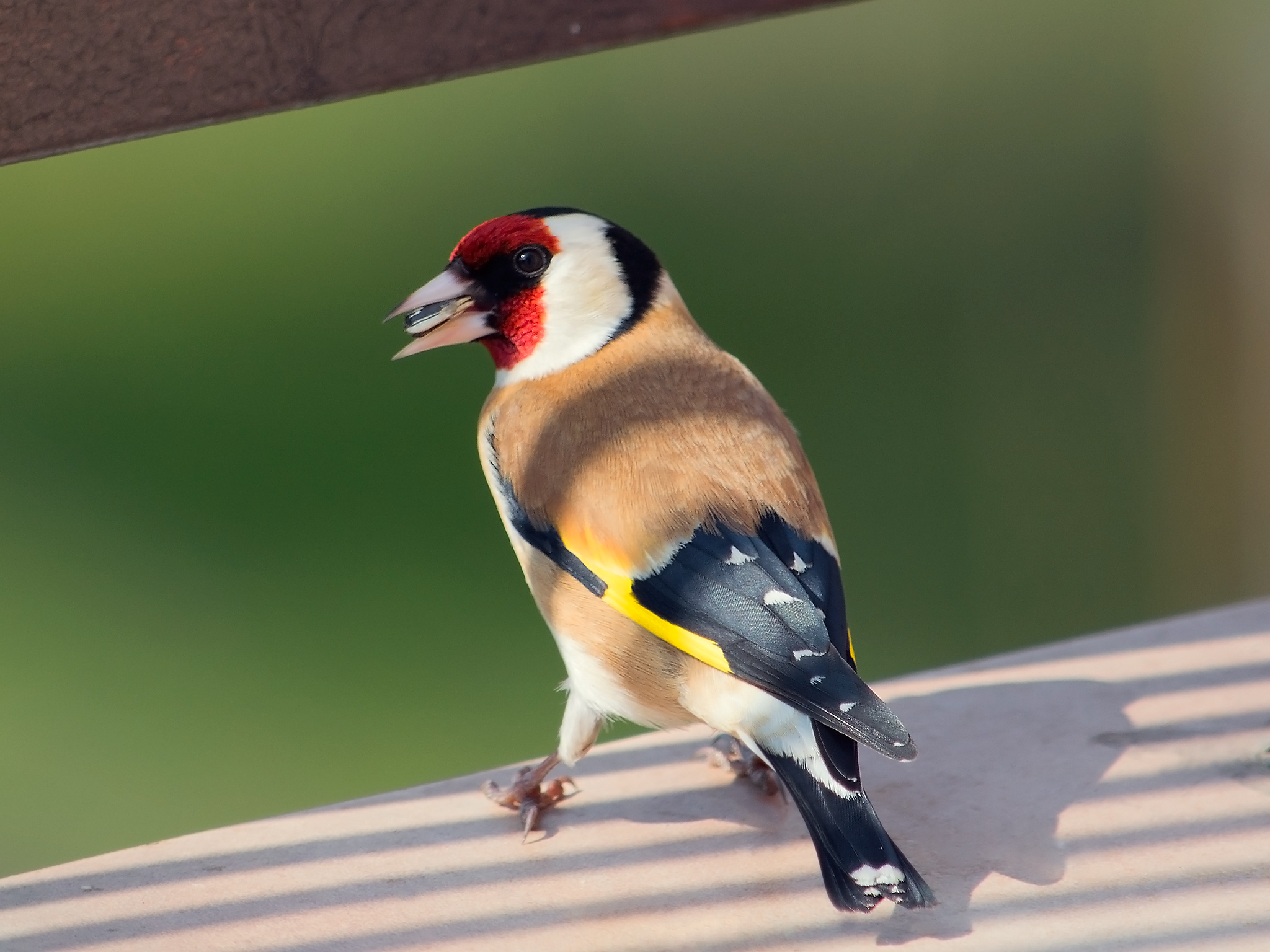
Megjelenése

A tengelicnek nemének többi tagjához hasonlóan rövid nyaka és vékony lábai vannak. Hossza 12 centiméter, szárnyfesztávolsága 21–26 centiméter, testtömege 14–19 gramm. Jellemző rá a feltűnően piros-fehér-fekete sávos fej, ez a fiatalokról még hiányzik. Nyaktöve, válla és háta sárgás, begye, melle oldalai élénk vörhenyesbarnák. Torka, farcsíkja és a hasi oldal többi, eddig meg nem említett része fehér. Szárnya világosbarna, fekete és fehér mintázattal. Csőre hosszú és hegyes. A nemek nem igazán különböznek egymástól. A hím kicsivel nagyobb, mint a tojó, arca sötétebb piros. Hasának alsó része sárgás. A szárnyon lévő kis fedőtollak feketék. A tojó feje kerekebb, hasa zöldes sárga színű. A szárnyon lévő kis fedőtollak barnák vagy szürkék.
A tengelic röpképe hullámzó, ugyanakkor stabil. Sárga szárnya feltűnést keltő.

## Életmódja
Magvakkal, hernyókkal és bogarakkal táplálkozik. Rövidtávú vonuló. Ha házilag kívánjuk őket etetni, akkor arra kell felkészülnünk, hogy termetéhez képest sokat eszik. Egy-két madár beül az etetőbe és az egész napját ott tölti, kisebb-nagyobb megszakítással. Az étel, azaz a magvak utánpótlásáról eszerint érdemes gondoskodnunk.

## Szaporodása
Parkok, gyümölcsösök fáira rakja növényi anyagokból készített fészkét. Fészekalja 5 tojásból áll, melyeken 12-13 napig kotlik, a kirepülési idő pedig 14-15 nap. Tojásai barna alapon kék színűek.
|  |  |  |  |

## Védettsége
Magyarországon védettséget élvez, természetvédelmi értéke 25 000 forint.